# 1 Live

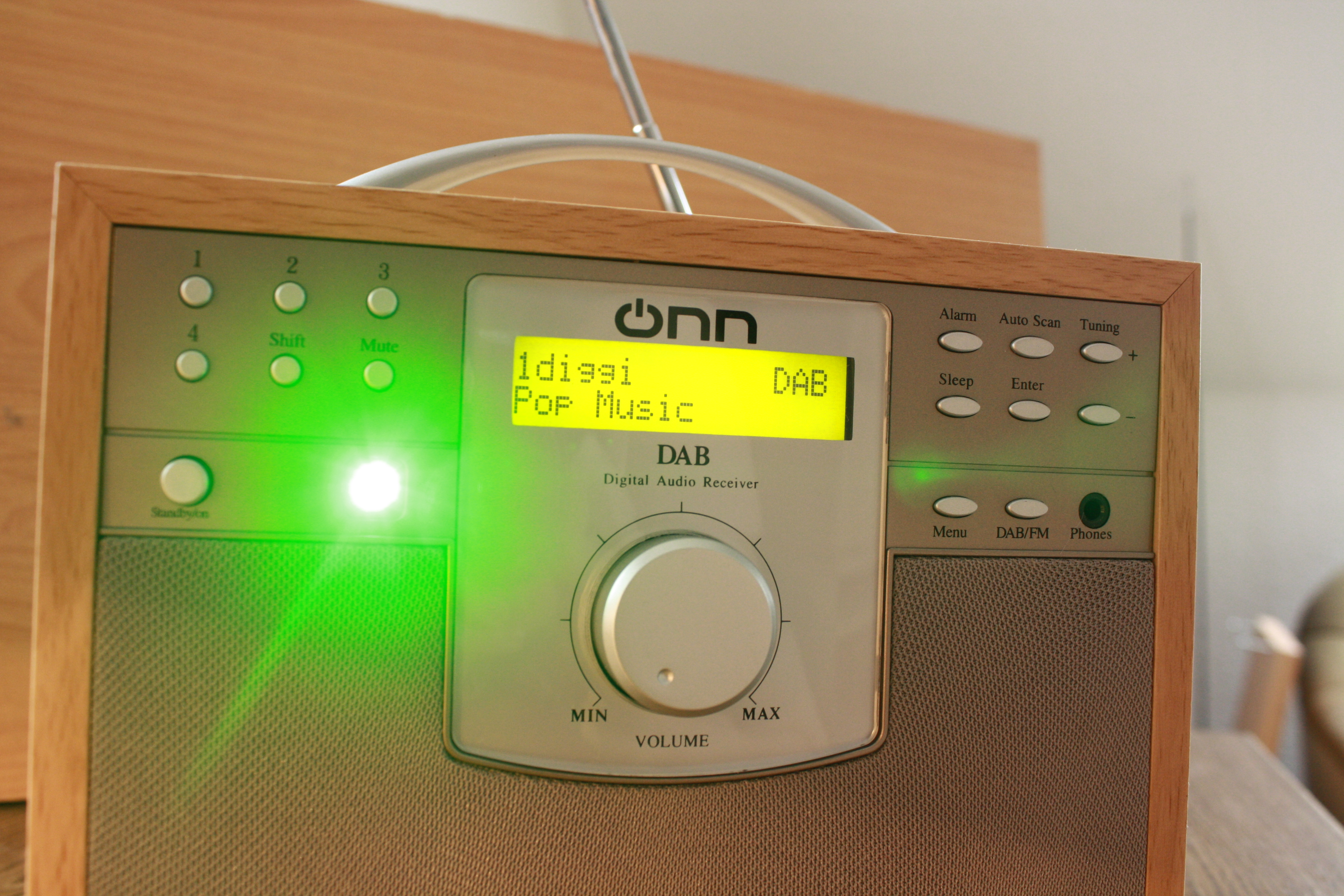
1LIVE DIGGI sur DAB

1 Live ou Eins Live (stylisée « 1LIVE ») est une station de radio publique musicale allemande appartenant au groupe Westdeutscher Rundfunk. Elle se spécialise dans la musique populaire visant les auditeurs âgés de 14 à 39 ans. L'âge moyen des auditeurs est de 34 ans.

## Programmation
En journée elle diffuse majoritairement des titres actuels à succès (pop, rock, R&B, etc.), ce qui lui permet de s'adresser à un large public, au-delà de son cœur de cible. Après 20 heures, elle se distingue par la diffusion de musiques plus alternatives et de nouveautés, notamment allemandes. 1 Live propose également un flash d'informations toutes les heures, des informations routières toutes les 30 minutes et divers éléments informatifs ou humoristiques.

## Identité visuelle

Logo de WDR 1 de 1968 à 1989
Logo de Eins Live de 2002 au 1er novembre 2006
Logo de 1 Live du 1er novembre 2006 au 27 avril 2016
Logo de 1 Live depuis le 27 avril 2016